# Marion, Alabama
Marion là một thành phố thuộc quận Perry, tiểu bang Alabama, Hoa Kỳ. Dân số năm 2009 là 3281 người, mật độ đạt 120 người/km².